# Toei Animation
Toei Animation Co., Ltd (東映アニメーション株式会社 Tōei Animēshon Kabushiki-gaisha?) es un estudio de animación japonés controlado principalmente por su homónima Toei Company.
Ha creado varias series de televisión y películas y ha adaptado mangas como series animadas, muchas populares en todo el mundo. Toei es accionista de la cadena japonesa de televisión por satélite anime Animax junto con otros estudios de animación y productoras, como Sunrise, TMS Entertainment y Nihon Ad Systems Inc. La empresa tiene su sede en Ohizumi Studio en Nerima, Tokio.

## Historia

### Japan Animated Films (1948-1956)
El estudio Japan Animated Films (日本動画映画, a menudo abreviado a 日本动画, Nihon Dōga) se fundó el 23 de enero de 1948 situándose en el distrito de Shinjuku en Tokio, por los animadores Kenzō Masaoka y Zenjirō Yamamoto. Durante este período, el anime resta importancia a las producciones de Disney en las salas de cine nipones. En agosto de 1952 se renombra a Nichido Film Co., Ltd (o 日動映画, Nichidō Eiga.
En 1955, Yoshimasa Yabushita y Yoshijiro Yamamoto visitaron la sección de gestión de ventas de Tomonori Imada en Toei. "Las compañías de animación de Nichido están compuestas por 24 y 5 personas, Imaginaba que el presidente Hiroshi Okawa, Tooru Hiroshi, sentía grandes posibilidades como trabajo de imagen internacional", para ellos se convertiría en una clase de Walt Disney Oriental.
En enero de 1956, Toei lanzó el "Comité de Investigación de Producción de Películas de Dibujos Animados" para el establecimiento de Toei Animation, conformado por el presidente de la compañía, Hiroshi Okawa, y el gerente de gestión, Koichi Akagawa, como presidente a cargo de la preparación del establecimiento. La cita de Tomonari Imada fue hecha. Sin embargo, las opiniones de Akagawa e Imada surgieron sobre el plan de negocios propuesto. Imada dijo: "Además de la producción a color, estamos colaborando con Disney y otras productoras estadounidenses de animación de largometraje para presentar su tecnología de producción (...). No solo la producción de trabajo sino también la venta de productos relacionados y la gestión de parques temáticos, Propondremos una amplia gama de desarrollo comercial (...). La propuesta es un color absolutamente natural". Imada ya tenía una idea cercana al negocio y mercadería de personajes, pero al final la opinión del Departamento de Cine Educativo de Akagawa se le dio prioridad y la opinión de Imada fue descartada.

### Toei Animation (1956-presente)

#### 1956
El 31 de julio de 1956 Toei decide realizar la compra de Nichichidō Eiga y renombra al estudio como Toei Doga (東映動画株式会社 Tōei Dōga Kabushiki-gaisha?), aunque siendo conocida en inglés como Toei Animation Co., Ltd., con Koji Mori, Yasushi Yabushita y otros se estableció. La animación comercial era pequeña en tamaño antes de esto, pero era la primera vez que Toei entraba en esta clase de compañías.
La mayoría de los 35 empleados en el momento de la inauguración eran empleados del ex Nichido y el director de su empresa era Shinjuku Ward Haramachi, al igual que Nichido. Para comenzar la animación de Toei, solo se describió el plan de negocios de la producción corta y mediana, y aunque no hubo una descripción des largometrajes, originalmente comenzó la producción de "Hakushi Den", que era un plan para traer de Hong Kong. En aquellos días, las compañías de producción de animación eran muy pocas en Japón, y la experiencia en la producción de características era escasa, y Toei trató de adquirir los conocimientos de producción de animación adquiriendo películas de Nichido.
En 1956, el estudio se completó dentro del centro de grabaciones de Toei Tokyo en el Barrio Nerima de Tokio. La animación de Toei se trasladó a este nuevo estudio el 9 de enero de 1957.
El estudio lanza su primera producción en mayo de 1957: Koneko no rakugaki (Grafiti de un gatito), un corto de 13 minutos dirigida por Yasuji Mori y Taiji Yabushita. Este último llevará a cabo junto con Kazuhiko Okabe la película de La Serpiente Blanca, el primer largometraje de Toei Dōga estrenado en octubre de 1958. Debido al éxito de este primer largometraje en color, también sería distribuido a los EE. UU. en julio de 1961.
También desde 1958, Tezuka Osamu participa como comisión para la creación de "Journey to the West". En el nuevo estudio, en respuesta al fuerte aumento de personal para la producción de "Shirobiavid" y el aumento de la demanda de películas, la construcción se completó el 10 de abril del mismo año, y dos años más tarde, el segundo trabajo de extensión se completó el 15 de junio de 1959. Además, para responder a la producción de animación televisiva (dibujos animados de televisión) como "Wolf Shonen Ken", el tercer trabajo de extensión se completó el 2 de junio de 1964 y creció hasta el estudio actual.

#### 1960
Se establecieron obras destacadas de Toei Animation en la década de 1960. El número total de empleados aumentó a 250 en 1959, de los cuales 100 se dedicaron a la producción de animación, el trabajo principal de Toei Animation fue siempre la producción de animaciones.
Toei Animation nació y creció para directores, artistas, planificadores de color, fotógrafos y productores, no solo para aquellos involucrados en la pintura, por lo que la animación de Toei se convirtió en una fuente de suministro que alimenta a las personas talentosas de la industria de la animación una tras otra. Muchos de los creadores que permanecieron en Toei Animation fueron aquellos que se preocuparon por la política de producción de anime de Toei Animation, incluida la producción de una animación de lanzamiento para cines. En ese momento, se dice que los programas continuos basados en mangas tienen una gran proporción de gastos de personal en producción, y se decía que se gastaría tres veces más el costo de producción en comparación con los festivales de televisión, producción y estaciones de televisión que planean la producción de series de animación que se transmitan todas las semanas. Sin embargo, desde "Astro Boy" de Mushi Pro que demostró que es posible, emprendió la producción del programa con una baja tarifa de transmisión. A medida que la estructura de esta industria se convirtió en el estándar de la industria, la condición para mantener los pedidos bajos costos continuó en la industria de la animación después de un tiempo. Además, del ejemplo de "Astro Boy", se entiende que la popularidad se puede tomar desde el punto de vista de la popularidad basada en el trabajo realizado por el manga publicado, incluso si se trata de un trabajo hecho a mano como una tecnología de animación, se decidió que se establecía y ampliaba un tipo diferente de mercado, ya que los de Toei apuntaban a los cines.
En el otoño de 1961, se formó un sindicato en Toei Animation, el propósito del sindicato general de trataría las mejoras laborales y la de los bajos, planificación y producción de obras como películas de dibujos animados que parecía estar limitada.
En los años 60, Toei Dōga produce un promedio de un largometraje por año y, a partir de 1963, series animadas producidas para la televisión. Primeramente se producen en blanco y negro, a partir de abril de 1967 se producen en color. También en esta década, el estudio se ve sacudido por la huelga de varios empleados que se quejan de las malas condiciones de trabajo y los bajos salarios. Entre los huelguistas, estuvieron presentes Hayao Miyazaki e Isao Takahata. Es también durante este período en el que Toei participa en un concurso junto con el estudio Mushi Production de Osamu Tezuka que duraría hasta el colapso de Mushi a principios del año 1970.

#### 1970
A principios de 1970, Toei comienza a reducir su producción de largometrajes y se centra más en la producción de series de televisión, que gracias a la difusión masiva de la televisión en los hogares japoneses, les permite llegar a un público bastante amplio.
Hiroshi Okawa, falleció en agosto de 1971, quedando Shigeru Okada como su sucesor para tomar el cargo de presidente de Toei Company, y Yamazaki Lee Shiro presidente de Toei Animation, pero en el mismo mes sería nombrado Minoru Yamanashi. La animación de Toei que inflo el déficit, y esto logró que la empresa estuviera expuesta a una intensa racionalización. Okada dijo: "La película es el cáncer de Toei, si el cáncer no se trata, la lesión se extenderá a todo el cuerpo de Toei, y el cáncer es la obligación del médico (director) de abrir la cirugía mientras el cáncer sea pequeño". Ferozmente se recuperó. En este momento, el costo de producción de la animación de larga duración aumentó y cuanto más lo hacía, más déficit estaba emitiendo. Toei Animation había acumulado un déficit de 300 millones de yenes, teniendo que ordenar una reestructuración difícil. Se reduce el número de producción, más la mitad de trabajadores tras un retiro voluntario de 320 empleados. El sindicato se recuperó ferozmente y la batalla se repitió entre los dos, pero la contratación de la esperanza de jubilación se pospuso muchas veces, después de que se llevó a cabo el cierre patronal, alrededor de 120 personas se retiraron en los 5 meses y la animación de Toei continuó. El déficit acumulado de 300 millones de yenes a comienzos de la década de 1970 fue eliminado en agosto de 1974, y Toei Animation se recuperó con 7 mil millones de yenes en ventas y 200 millones de yenes en ganancias.
Una vez en la década de 1970, Osare en la producción de la serie de televisión comenzó a expandirse tanto en el número de la popularidad y la producción, la producción de las películas costosas comenzaron a ser reducida gradualmente. Como la imagen de una gran compañía de producción dio la impresión de que el trabajo puede confiarse a las estaciones de radiodifusión, agencias de publicidad, editoriales, etc., Toei Animation tiene muchas solicitudes de producción de anime para TV basada en los mangas. La reelaboración de la popular animación de TV fue más grande que las películas en el rango de ganancias.
Desde 1973 comenzó la producción por contrato desde Corea, esto debido a un aumento en el número de producciones y la intensificación de las disputas laborales. Además de fortalecer los pedidos en el extranjero, se amplia la producción de subcontratos en el estudio para promover la subcontratación y la externalización de la producción. Como resultado, muchos de los creadores que los poseían abandonaron Toei, cambiando a otra productoras, etc. mediante estas racionalizaciones.
Tomonori Imada es nombrado presidente en 1974. Imada trabajó como presidente durante los 20 años más largos de la historia hasta 1993 y dejó un gran logro. Su trabajo y administración reconciliaron a los 18 trabajadores que apelaron ante el tribunal entre aquellos que fueron despedidos en el momento de la reestructuración anterior, y reconstruyeron la Dinastía Toei, que fue sacudida por el problema del sindicato. Luego, como política de gestión para mejorar la estructura de déficit de la producción, decidió administrar la subcontratación, fortalecer las ventas de comercialización de carácter comercial y de propiedad intelectual, expandir los canales de venta en el extranjero, producción, y subcontratos en el extranjero, y ahorrar mano de obra mediante innovaciones tecnológicas. Después de eso, las medidas de Imada se realizaron una tras otra.
Desde la fundación de Toei Animation, Imada tiene la idea de que "la animación es el único producto que la industria japonesa de la televisión que puede exportar al mundo", y la animación de Toei finalmente ha vuelto sus ojos al extranjero después de que Imada se convirtiera en presidente. Siendo una punta de lanza como facilitador del anime japonés en el extranjero, hasta el momento de llevar a cabo en el departamento de ventas de derechos de autor, que estaba recién establecida a partir de 1975, las ventas en el extranjero que iba empezando por el Este y Sudeste de Asia, Europa, América, etc., era expuesto cada año en una feria de televisión en cada país. El propio Imada visitó festivales de cine y distribuidores de todo el mundo, alentó la promoción de la exportación de animación japonesa, promovió la exportación de películas y la expansión de canales de venta de derechos de autor en el extranjero.
Desde 1976, promovieron activamente obras propias, incluyendo "Mazinger Z" (producido en 1972) fuera de Japón y El Gladiador. En particular, "UFO Robo Grendizer" (producido en 1975) y "Candy Candy" (producido en 1976). Las series de manga seleccionada eran provenientes de revistas como Shonen Magazine y sobre todo en la Shonen Jump. Entre los mangas adaptados, cabe señalar autor de los creados por Gō Nagai. Tuvieron un éxito al ser transmitidos por todo el mundo, e impresionaron la exportación de animación en Japón. Además, con medidas para fortalecer las ventas de mercadeo, se fortaleció los departamentos incidentales, como los de producción y ventas, creando un mecanismo para compensar las pérdidas de producción por ventas.

#### 1980
A lo largo de los años 80 (la época dorada del anime), Toei mantiene su política basada en la producción en masa de series para televisión. Las producciones de películas originales son cada vez más escasas y se encuentran desplazadas desde mediados de los 80 por largometrajes de sus series más exitosas. Después de Gō Nagai y Leiji Matsumoto, es Akira Toriyama quien ve su manga fuertemente adaptado por Toei Animation. Después de Dr. Slump, emitido durante 5 años y adaptado en varias películas, es el turno de Dragon Ball (también de Akira Toriyama) para ser adaptado por el estudio de televisión.
Con la introducción de una computadora con vistas al futuro, en 1974, creó un equipo de proyecto dentro de la empresa y lanzó oficialmente un proyecto de comité técnico en 1977. Esto se convertirá en la digitalización de la compañía. Pero en la década de 1980 el costo inicial y el costo de funcionamiento no se pudieron realizar por ser consideradas como cifras astronómicas.
Comenzado en 1986, Dragon Ball y sus secuelas se distribuirán hasta 1997 y experimentarán un éxito sin precedentes en Japón y en todo el mundo. Entre las series destacadas en esta década encontramos Saint Seiya o Hokuto no Ken.

#### 1990
En la década de 1990 el rendimiento de la computadora personal mejoró drásticamente y el precio bajó constantemente y comenzó a ser en parte experimentos de prueba, comenzando con la creación de datos de juego para "Hokuto no Ken" de 1992. Con "GeGeGe no Kitarō" en 1997, durante la cuarta temporada, cambió completamente a producción digital. Esta es la primera digitalización de la animación japonesa.
Estableció EEI-TOEI ANIMATION CORPORATION en 1992, una empresa conjunta con la compañía local EEI en Filipinas. Como resultado, se ha establecido el sistema de envío de producción para Filipinas en lugar de Corea, que se ha mantenido casi sin cambios desde Japón a nivel nacional en términos de costo. En 1996, debido a la influencia de la gran reforma de personal en el grupo Toei, todo el trabajo de animación de TV que se había continuado hasta entonces termina una vez.
En 1992 Toei, lanza al aire, un anime que obtuvo un éxito rotundo tanto en Japón y todo el mundo, Sailor Moon de Naoko Takeuchi, la cual se terminó en 1997.
El final de la década de los 90 fue un período de dificultades para el estudio que lucha por encontrar nuevos valores y objetivos. La serie Jigoku Sensei Nube y El Joven Kindaichi experimentan un éxito relativo.
Desde 1998, la Toei Dōga cambió de nombre por Toei Animation (東映アニメーション). Toei es conocido fuera de Japón por su división de animación y su financiamiento por Battle Royale. Sin embargo, en 1999 el estudio con un aire renovado lanza series de éxito como One Piece, Digimon o Magical Doremi consolidándose como uno de los estudios de animación japonesa más importantes.

### 2000
En 2000, presentan un sistema de digitalización para el proceso de dibujo por medio de la Tableta digitalizadora. En el mismo año, se operar el "Sistema de red de producción de animación Toei" que vincula la producción de producción en Filipinas y Japón con la comunicación de fibra óptica. Esto acorta mucho el tiempo que lleva transportar el material. Se tuvo éxito en la mejora de la productividad, manteniendo el número de producciones de las clases más grandes de la industria hasta el presente junto con series de televisión y películas.

## Producción
A través de los años, el estudio ha creado un vasto número de series de televisión, películas y las más populares Digimon, Dragon Ball, Hokuto no Ken, Miraculous, One Piece, Pretty Cure, Saint Seiya y Sailor Moon, ha adaptado varias tiras cómicas de renombrados autores a series animadas, muchas de ellas populares a nivel mundial. Hayao Miyazaki (El viaje de Chihiro), Isao Takahata (La tumba de las luciérnagas), Leiji Matsumoto (Battleship Yamato) y Yoichi Kotabe han trabajado con la empresa en el pasado.
Toei Animation ha realizado versiones animadas de historietas de importantes autores, tales como Gō Nagai (Mazinger Z), Eiichiro Oda (One Piece), Shotaro Ishinomori (Kamen Rider), Masami Kurumada (Caballeros del Zodiaco), Akira Toriyama (Dragon Ball), Leiji Matsumoto (Galaxy Express 999), Kyoko Mizuki (Candy Candy), Naoko Takeuchi (Sailor Moon) y Takehiko Inoue (Slam Dunk), entre otras. El estudio también ayudó a impulsar la popularidad de los géneros magical girl y Super Robot. Dentro de sus series más legendarias y que marcaron tendencias, se encuentran Mahoutsukai Sally, la primera serie de género magical girl, adaptación animada del manga homónimo creado por Mitsuteru Yokoyama y Mazinger Z adaptación animada del manga creado por Gō Nagai, el cual sentó las bases del género Super Robot en los años venideros.
Aunque Toei Company generalmente permite a Toei Animation manejar sus trabajos oficiales de animación, en ocasiones se pueden contratar a otras empresas para proporcionar la animación en su nombre, como Sunrise en la serie Robot Romance Trilogy, Toei Company manejó la producción total, pero el trabajo de animación fue realizado por Sunrise en su lugar.
Las series de animación creadas por Toei Animation que han ganado el premio Animage Anime Grand Prix award han sido Galaxy Express 999 en 1981, Saint Seiya en 1986, y Sailor Moon en 1992.
Además de la producción de anime para su distribución nacional en Japón, Toei Animation también proporcionó animación para varios largometrajes y series de televisión de empresas estadounidenses, remontándose hasta la década de 1960, pero sobre todo en los años ochenta cuando más exteriorizaron su trabajo de producción.
Una de las series de anime creada por Toei, Ojamajo Doremi es la segunda que más éxito ha tenido después de Sailor Moon. Otra de las series de anime creadas por Toei, Pretty Cure ha tenido un notable éxito en Japón, siendo una de las franquicias más exitosas del estudio. Sus producciones del Tokusatsu más famosas son Kamen Rider, Super Sentai Series, World Trigger y Metal Hero.

## Accionistas principales
| Nombre                                                                                      | Porcentaje de acciones |
| ------------------------------------------------------------------------------------------- | ---------------------- |
| Toei Company                                                                                | 33,57%                 |
| TV Asahi Corporation                                                                        | 15,07%                 |
| Fuji Television Network Inc.                                                                | 10,07%                 |
| The Walt Disney Company                                                                     | 9,30%                  |
| CGML PB CLIENT ACCOUNT/COLLATERAL                                                           | 4,26%                  |
| Toei Video Co., Ltd.                                                                        | 2,50%                  |
| Toei Lab Tech Co., Ltd.                                                                     | 2,50%                  |
| BANDAI NAMCO Holdings Inc. Co., Ltd.                                                        | 2%                     |
| Sony Pictures Entertainment Inc.                                                            | 1,86%                  |
| Mizuho Trust & Banking Co., Ltd. (Fideicomiso de beneficios de jubilación Sony Corporation) | 1,86%                  |

## Afiliados

### Filiales
- TAVAC Co., Ltd.
- Toei Animation Music Publishing Co., Ltd.
- Toei Animation Phils., Inc. (la división de la compañía que proporciona asistencia de animación para la mayoría de los anime que produce Toei; también otorga licencias de sus propiedades producidas por Toei y doblaje para los mercados filipinos)
- Toei Animation Inc. (Subsidiaria de América del Norte y América Latina, Los Ángeles, México y Brasil, Establecida en marzo de 2004)
- Toei Animation Enterprises Ltd. (Compañía Subsidiaria de Hong Kong, Establecida en 1997)
- Toei Animation Europe S.A.S. (Filial Europea, París, Establecida en diciembre de 2004)
- Toei Animation (Shangai) Co., Ltd. (Filial de China, Shanghái, Establecida en junio de 2017)

### Empresa de método de equidad
- Amazon Latte Luna Inc. (una compañía de producción de videos, la antigua compañía, Laterna, se estableció como una antigua subsidiaria de Toei Animation)
- Toei Video Co., Ltd.
- Toei Kyoto Studio Co., Ltd.

### Otros afiliados
- Toei Company
- TV Asahi Corporation
- Aniuta Co., Ltd. (servicio de distribución de música; Toei Animation Music Publishing está participando en el momento del lanzamiento)
- Coyote Co., Ltd. (planificación y desarrollo de nuevos contenidos; empresa conjunta con Dee Lee)

## Ejecutivos

### Presidencia
- Hiroshi Okawa (Fundado en 1948 - 1964)
- Yamazaki Lee Shiro (1964 - 1964)
- Minoru Yamanashi (1964 - 1971)
- Isamu Takahashi (1971 - 1972)
- Shingishi Sho (1972 - 1974)
- Tomonari Imada (1974 - 1993)
- Paseo nocturno (1993 - 2003)
- Hiroshi Takahashi (2003 - 2012)
- Katsuhiro Takagi (2012 - presente)

### Junta directiva
- Kozo Morishita (Presidente de la Junta Directiva de Toei Animation)
- Yusuke Okada (Presidente del Grupo Toei)
- Shigemura Ichi (Presidente de la Junta Directiva de Nippon Broadcasting, Director externo Toei Animation)

## Identificativo
Su mascota es el Gato, protagonista de la adaptación animada que la compañía hizo del Gato con Botas en 1969.
En la apertura de los vídeos de Toei podemos apreciar un rompeolas sobre el que se superpone un triángulo equilátero, representando el triángulo que forman las tres rocas del rompeolas, con las esquinas redondeadas, de color blanco y con las grafías japonesas 東映 que corresponden a la palabra "Toei". Este rompeolas se sitúa a la altura del Faro Inubosaki en la ciudad de Chōshi, Prefectura de Chiba, Japón (千葉県 銚子市 犬吠埼).
En referencia a esta apertura, Akira Toriyama en su trabajo más conocido, Dragon Ball Z, hace un guiño en el capítulo 210, con la apertura de un vídeo de una cadena de televisión llamada ZTV que utiliza una apertura similar en sus vídeos seguida de una voz en off que dice "Waves and Rocks" (En inglés: "olas y rocas"). Otro guiño lo podemos ver en el capítulo 125 de Dragon Ball en el que Ten-Shin-Han se entrena en un rompeolas que está igual dibujado.